# Université aérospatiale sibérienne d'État
L'université aérospatiale sibérienne d'État Rechetniov (en russe : Сибирский государственный аэрокосмический университет имени академика М. Ф. Решетнёва (Sibirskiĭ gosudarstvennyĭ aerokosmicheskiĭ universitet im. M. F. Rechetniova)) est une université russe située à Krasnoïarsk. L'université prépare des spécialistes hautement qualifiés pour la branche spatiale, l'aviation civile et la construction mécanique.
L'université a été fondée en 1960, quand l'URSS avait besoin de nouveaux travailleurs dans le domaine de la production. Les premières chaires de l'université travaillaient sous la conduite du recteur de l'université polytechnique de Krasnoïarsk. En 1989, l'université a acquis son indépendance et était rebaptisée en institut de technique spatiale de Krasnoïarsk. Trois ans plus tard, l'institut reçut le statut d'académie aérospatiale sibérienne. C'est seulement en 2002 que l'université a accepté de changer son nom.
Aujourd'hui à l'université, des chaires de technique et de mécanique, d'aviation et d'astronautique, les facultés humanitaires et sportives travaillent ensemble. En dehors des disciplines physiques et techniques à l'université (particulièrement dans les filiales), les facultés financières et économiques et sociales-littéraires sont particulièrement actives.